# Бердские скалы
Бердские скалы — скалы, памятник природы областного значения, расположенный в Искитимском районе Новосибирской области. 
«Бердские скалы» представляют собой уникальный уголок природы, как по своей эстетической ценности, так и по научной значимости. Цель образования этой охраняемой природной территории — сохранение необычной комбинации степных и лесных экосистем, насыщенных редкими видами растений и животных.
«Бердские скалы» находятся примерно в 4 километрах юго-восточнее села Новососедово, возле урочище Нижние Луга, в районе устья ручья Большой Ключ, на запад от него по реке Бердь. Представляет собой крутой скальный участок вдоль правого берега Берди. Ширина этого участка около 300 метров, протяженность 1,3 километра. С восточной стороны памятник природы ограничивает устье ручья Большой Ключ, впадающего в Бердь. Напротив памятника, на левом берегу Берди, расположено живописное урочище Нижние луга. В широком плане участок «Бердские скалы» находится в пределах западной части Присалаирской дренированной равнины, которая представляет собой восточное продолжение Приобского плато, в основании которого лежат кристаллические палеозойские породы.

## Флора

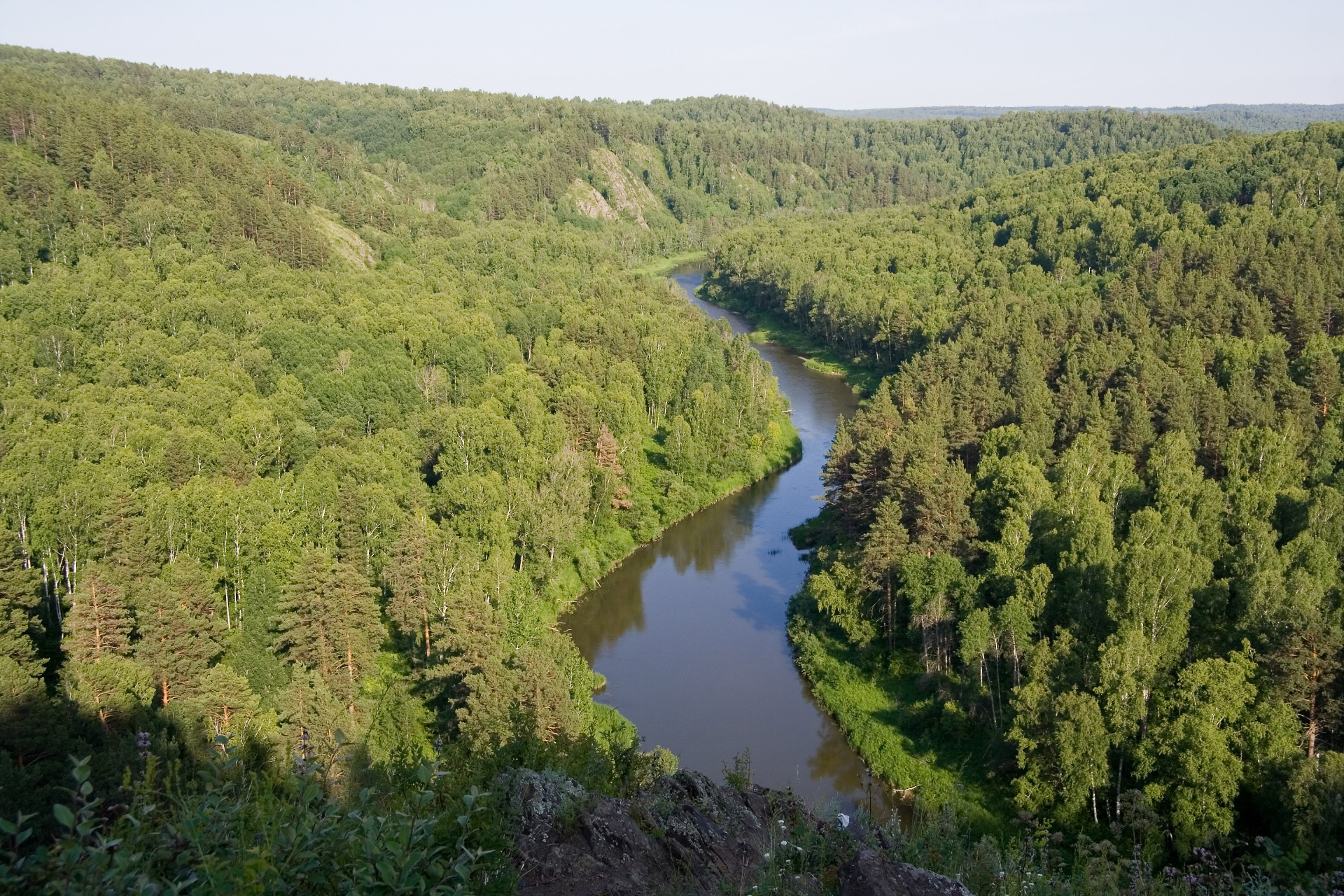
Гора Зверобой, слева — Бердские скалы.

В долине Берди на гористых склонах и в местности над долиной произрастает смешанный лес, состоящий преимущественно из сосны и берёзы. На скальных выходах фауна представлена комплексом фрагментов экосистем ковыльно-спирейных, ковыльно-кустарниковых, разнотравно-ковыльных, каменистых и полынно-мятликовых степей.
Мохообразные представлены необычной сочетаемостью аркто-альпийских, лесных и степных видов, их разнообразие обеспечивается за счёт того, что одни виды растут на прогреваемых солнцем сухих каменистых выступах, а другие — в тени и влажности. Выявлено 49 видов мхов. Для многих мохообразных Бердские скалы — это единственное место существования на территории Новосибирской области.
На территории Бердских скал было зарегистрировано 87 видов высших сосудистых растений, 7 из которых занесены в Красную книгу Новосибирской области:
- костенец рута постенная;
- костенец северный;
- тюльпан поникающий;
- кандык сибирский;
- ясколка крупная;
- венерин башмачок крупноцветковый;
- гусинолук Федченко.

## Фауна
На территории памятника встречаются 19 видов мелких млекопитающих, 48 видов птиц, 2 вида ящериц и свыше 300 видов беспозвоночных. Особый интерес представляет фауна насекомых, которая менее всего изучена.
Виды животных, занесённые в Красную книгу Новосибирской области:
- обыкновенный осоед
- серый сурок,
- длиннохвостая неясыть
- обыкновенный дубонос
- бабочки аполлон и парусник Штуббендорфа
- шмель необыкновенный
- стрекозы дедка пятноглазый и длинка сибирская[1].